# Girolamo Gavi
Girolamo Gavi (Livorno, 23 ottobre 1775 – Livorno, 4 aprile 1869) è stato un vescovo cattolico italiano.

## Biografia
Compì studi giuridici e divenne canonico della collegiata del Duomo di Livorno e poi vicario capitolare della diocesi. Dal 1848 al 1869 svolse funzione di amministratore reggente della diocesi di Livorno, rifiutando la nomina di vescovo della città. Venne comunque nominato vescovo della Sede titolare di Milta.
Nel 1849 la sua testimonianza a favore di Francesco Domenico Guerrazzi, risparmiò a quest'ultimo una condanna pesante nel processo che si svolse a Firenze e che vedeva come imputato il politico labronico.. Ma negli anni successivi il Gavi, da posizioni ultramontaniste, lancerà i suoi strali più volte contro i libri dello scrittore livornese, giudicati sovversivi e contro la morale cattolica.
Nel maggio del 1849, con il console degli Stati Uniti a Livorno, cercò disperatamente di impedire l'assedio della città da parte degli austriaci che, al comando del generale Konstantin d'Aspre, mossero ben ventimila soldati. La furia e l'intransigenza dei popolani livornesi vanificò i suoi sforzi e Livorno venne invasa e messa a ferro e fuoco.
Insieme a Giovanni Battista Bagalà Blasini e Giovanni Battista Quilici fu il fautore della realizzazione del seminario vescovile di Livorno  da lui inaugurato nel 1851 e che gli fu poi intestato.
Inaugurò anche la chiesa di San Benedetto, la chiesa di Sant'Andrea e si impegnò per favorire l'edificazione della chiesa di san Leonardo di Stagno, venendo così incontro ai desideri dell'arcivescovo di Pisa, Cosimo Corsi 
Organizzò in modo capillare la diocesi di Livorno e avversò la predicazione dei valdesi.
Morì a Livorno nel 1869 e al suo funerale partecipò anche buona parte dello schieramento politico laico livornese, a cominciare da Francesco Domenico Guerrazzi, che per questa sua scelta venne sonoramente criticato